# Селищев, Николай Юрьевич
Николай Юрьевич Селищев (8 октября 1966) — советский и российский историк[уточнить], занимается изучением истории русского земства, престолонаследия и геополитики. Член Русского Исторического Общества, автор свыше 50 газетных и журнальных публикаций. Автор книги «Казаки и Россия»

## Публикации
В 1992 году выходит первая серьёзная[прояснить]монография Николая Селищева под названием «Казаки и Россия», которая получила высокую оценку в писательской среде.
В 2001 году опубликована книга «Православная церковь: Взгляд русского историка».
С 2001 года активно сотрудничал с газетой «Русский Вестник», опубликовал в этом издании ряд статей.
В 2008 году в издательстве «Русского Вестника» подготовлены к печати две книги: «Архиепископ Максим (Кроха) Могилевский и Мстиславский: жизнеописание» и «Головоломка романа Стивенсона „Остров сокровищ“» (вышел в 2009).
В Русском вестнике, в 2005—2006 годах он стал главным оппонентом дьякона Андрея Кураева, который в своей статье «Только за Родину, но не за Сталина!» цитировал тексты отлучительных грамот против греческих инсургентов, подписанные в конце марта 1821 года Константинопольским Патриархом Григорием V и проводил параллель между священномучеником Патриархом Григорием V с Сергием (Страгородским).

Николай Селищев в статье «Верхоглядство или умысел? По поводу статьи А. Кураева», напечатанной 21 марта 2005 года, критиковал ряд утверждений Андрея Кураева, в том числе высказывания:

Как ни странно, в Турецкой империи у патриарха было больше власти, чем в Византийской империи или чем в Московской Руси, потому что в Турецкой империи патриарху усвоялась вся власть над Церковью в духовных вопросах. Но кроме этого, Турецкая империя передоверяла патриарху власть над гражданской жизнью подданных-христиан. То есть патриарх— это этнарх… Все споры христиан между собой решает патриарх и духовенство на местах: это так называемая фанариотская система
А как же сегодня Греческая Церковь и греческий народ относятся к имени патриарха Григория V? Прокляли предателя? Нет, уже в конце 19-го века ему начали ставить памятники…
— Статья дьякона Андрея Кураева «Только за Родину, но не за Сталина!», опубликована в журнале «Благодатный огонь» № 12 за 2004 год
После этого [чего?] Николай Селищев настойчиво добивался реакции греческого патриархата на эту статью и в начале 2006 года председатель Синодального комитета по межцерковным и межхристианским связям митрополит Пантелеимон (Караниколас) дал ответ, в котором жёстко осудил неверные утверждения о власти патриарха Григория V, трусости и предательстве, в том числе ссылаясь на то, что патриарх умышленно отказался от бегства, так как при этом могла начаться резня греческого населения Малой Азии.
В противоположность этому [чему?] Григорий V считал, что для освобождения от турецкой оккупации нужна его смерть, на что он и пошёл в тот момент, когда другого выхода продолжать служить греческому народу уже не было.
В период 2004—2009 года публиковался «Русской линией» (порядка 35 статей), в 2010—2012 годах сотрудничал с Русской народной линией, было порядка двадцати пяти публикаций.